# Rubavu (distrito)
Rubavu é um distrito (akarere) na Província do Oeste, em Ruanda. Sua capital é Gisenyi, uma cidade resort, localizada às margens do Lago Kivu.

## Geografia
O distrito fica às margens do Lago Kivu, em torno da cidade de Gisenyi, e mesmo do outro lado da fronteira da cidade congolesa de Goma. É perto também do monte Nyiragongo, um vulcão ativo.

## Setores
O distrito de Rubavu é dividido em 12 setores (imirenge): Bugeshi, Busasamana, Cyanzarwe, Gisenyi, Kanama, Kanzenze, Mudende, Nyakiliba, Nyamyumba, Nyundo, Rubavu e Rugerero.